# 柴田観趾法
柴田観趾法（しばたかんしほう）とは柴田和通による健康法。
観趾法（かんしほう）とは、足の裏を刺激する健康法のこと。

## 歴史
1927年（昭和2年）に柴田和通が命名した。のちの柴田和通の弟子たちによって足心道本部が設立され、柴田観趾法の研究、維持が行われている。

## 手技の特徴
基本は、他人に施術する目的ではなく、自己の健康維持を自分自身で管理するための手段であるとしている。さらに伝統に囚われることなくあん摩、マッサージ、指圧、リフレクソロジーなどを広く研究し観趾法の応用、発展に利用している。